# 진균혈증
진균혈증(fungemia, 眞菌血症) 또는 곰팡이혈증은 혈액 내에 효모와 같은 곰팡이가 존재하는 것이다. 진균혈증의 가장 흔한 유형인 칸디다혈증(candidemia) 또는 전신 칸디다증은 칸디다속(Candida)에 속하는 종들에 의해 발생하며, 혈류 감염 중에서도 가장 흔하게 발생한다. 사카로미세스(Saccharomyces), 아스페르길루스(Aspergillus), 크립토코커스(Cryptococcus) 등 기타 다른 진균도 진균혈증의 원인이 될 수 있다. 대개 중증의 호중구감소증, 암 환자, 정맥내 카테터가 삽입된 환자 등 면역억제나 면역결핍 상태의 환자에서 흔히 발견된다.
일반적으로 시행하는 혈액 배양의 민감도가 낮아 진단에 어려움이 있다.

## 같이 보기
- 칸디다증
- 살진균제